# Bundesschülerkonferenz
Die Bundesschülerkonferenz (BSK) ist die Ständige Konferenz der Landesschülervertretungen der Länder in der Bundesrepublik Deutschland.
Sie nimmt sich Angelegenheiten der Bildungspolitik von überregionaler Bedeutung an, mit dem Ziel einer gemeinsamen Meinungs- und Willensbildung und der Vertretung gemeinsamer Anliegen von Schülern in Deutschland. Die Gründung erfolgte am 13. März 2004 in Saarbrücken.

## Vorgeschichte
Im Jahr 1984 wurde die „Bundesschülervertretung“ (BSV) in Köln als legitimiertes Gremium der Landesschülervertretungen der Länder in der Bundesrepublik Deutschland gegründet. Durch die unterschiedliche Auffassung zu der Frage, ob die Schülervertretung ein solches breites politisches Mandat beanspruchen könnte, gelang es der Organisation nicht, vollständige Legitimation zu erhalten. 2004 löste sich die BSV de facto auf.
Eine Neugründung der „Bundesschülerkonferenz“ (BSK) erfolgte 2004: Die erste Plenarsitzung fand am 21. – 23. Mai 2004 in den Sitzungssälen des Römers in Frankfurt am Main statt.
Aktuell macht die Bundesschülerkonferenz mit der bundesweiten Mental-Health-Kampagne „Uns geht's gut“ auf die mentale Lage von Schülerinnen und Schülern aufmerksam und thematisiert strukturelle Ursachen psychischer Belastung im Bildungssystem.

## Geschichte
Mitte Juli 2024 traten die Landesschülervertretungen Berlin, Sachsen-Anhalt und Hamburg aufgrund von Machtstreitigkeiten und strukturellen Hürden in der BSK aus und veröffentlichten eine gemeinsame Pressemitteilung. Im Dezember 2024 erklärte die Landesschülervertretung Sachsen-Anhalt ihren Wiedereintritt, es folgte der Landesschülerausschuss Berlin am 11. Februar 2025 und die Schüler:innenkammer Hamburg. Zusätzlich trat erstmals seit 2018 auch die Landesschüler*innenvertretung Rheinland-Pfalz in die Bundesschülerkonferenz ein, womit diese erstmals 15 Mitgliedsländer verzeichnen kann.

## Struktur
Die Bundesschülerkonferenz ist in drei Organen organisiert. Plenum, Bundessekretariat und Fachausschüsse. Das Plenum der Bundesschülerkonferenz tagt in einem regelmäßigen Turnus.

### Plenum
Inhaltliche Abstimmungen im Plenum erfolgten bis zur Plenartagung 24/3 im Konsensprinzip. So sollte die Souveränität jeder Landesvertretung an erster Stelle garantiert und der Bildungsföderalismus nicht untergraben werden. Das Konsensprinzip war Teil des Konferenzgedankens, der eine der Gründungsideen der BSK war, nachdem die Bundesschülervertretung einst unter anderem an kontroversen und allgemeinpolitischen Positionierungen zerbrochen war. Allerdings verhinderte das Konsensprinzip praktisch die inhaltliche Beschlussfassung, da einzelne Länder einen Beschluss mit einem Veto belegen konnten. Im Laufe des Jahres 2024 intensivierte sich der Streit um die Abschaffung des Konsensprinzips, die LSVen Rheinland-Pfalz und Nordrhein-Westfalen hatten diese bereits länger zur Bedingung für einen Wiedereintritt erklärt, und gipfelte in intensivem Streit über die notwendige Mehrheit für die Abschaffung des Konsensprinzips. Während Sachsen als größter Befürworter des Konsens' auf die Satzungsregelung bestand, nach der das Konsensprinzip nur im Konsens abgeschafft werden durfte, wurde diese von den Gegnern des Konsens, unter anderem Schleswig-Holstein, als undemokratisch und gesetzeswidrig abgelehnt. Letztlich stützte ein vom Bundessekretariat beauftragtes Rechtsgutachten letztere Auffassung und es folgte die Abschaffung des Konsensprinzips während der Plenartagung 24/3 in Rüsselsheim. Seitdem fasst das Plenum inhaltliche Beschlüsse per Mehrheitsbeschluss. Die Austragung einer Plenartagung wird in einem rotierenden Muster vollzogen.

### Bundessekretariat
Das Bundessekretariat ist ein vom Plenum gewähltes Organ der Bundesschülerkonferenz, welches die Aufgaben innehat, die Plenartagungen zu organisieren und die Zusammenarbeit der Bundesländer bei gemeinsamen Anliegen zu unterstützen. Das Bundessekretariat setzt sich aus dem Generalsekretär, zwei stellvertretenden Generalsekretären, drei International Officers und fünf Mitgliedern des Bundessekretariats zusammen. Das Bundessekretariat ernennt unter sich Koordinatoren für unterschiedliche Aufgabenfelder.
Seit Juni 2025 ist Quentin Gärtner Generalsekretär der Bundesschülerkonferenz. Der Generalsekretär ist gemeinsam mit den zwei Stellvertretern, Leander Heydenreich und Ayush Yadav für die Vertretung der Bundesschülerkonferenz nach außen zuständig. Er ist als Ansprechpartner für die Bedürfnisse von Schülern in deutschlandweiten Medien vertreten.
Ehemalige Generalsekretär*innen
08/2024 – 06/2025 Fabian Schön
03/2024 – 08/2024 Louisa Basner
11/2023 – 03/2024 Florian Fabricius
11/2022 – 11/2023 Wiebke Maibaum
07/2022 – 11/2022 Oliver Sachsze
11/2021 – 07/2022 Katharina Swinka
10/2020 – 11/2021 Dario Schramm

### Fachausschüsse
Für konstruktive themenbezogene Debatten, können Fachausschüsse einberufen werden, in welchen die Bundesländer intensiver über gemeinsame Anliegen beraten können.

## Mitgliedsländer
Zurzeit sind 15 der insgesamt 16 deutschen Landesschülervertretungen in der Bundesschülerkonferenz vertreten.
Früher ausgetreten aus der Bundesschülerkonferenz sind Rheinland-Pfalz (2018–2024), Nordrhein-Westfalen, Berlin (2. Juli 2024 – 11. Februar 2025), Sachsen-Anhalt (10. Juli 2024-Dezember 2024), Hamburg (15. Juli 2024-Anfang) und Bayern (29. August 2024 – November 2025). Nie Mitglied war Nordrhein-Westfalen.
Nach Abschaffung des Konsensprinzips ist die Landesschüler*innenvertretung Rheinland-Pfalz auf Beschluss der 82. Landesschüler*innenkonferenz wieder der BSK beigetreten.
Jedes Mitgliedsland entsendet drei Delegierte für die mindestens zweimal im Jahr stattfindenden Plenartagungen der Bundesschülerkonferenz. Jedem Mitgliedsland steht bei Wahlen und Abstimmungen eine Stimme zu. Bei inhaltlichen Abstimmungen wurde das Konsensprinzip angewandt, da hierdurch kein Bundesland durch eine eventuelle Kampfabstimmung in den Konflikt geraten sollte, sich gegen eigene Beschlüsse sowie das eigene Schulgesetz hinwegsetzen zu müssen. Das Konsensprinzip hat jedoch oft zu unkonstruktiven Tagungen geführt, was einer der Gründe für die Austrittswelle war. Das Konsensprinzip wurde nach zwei juristischen Gutachten im Jahr 2024 abgeschafft.
Ziele sind der gegenseitige Austausch und die Erarbeitung gemeinsamer Positionen.

## Förderverein
Die Bundesschülerkonferenz wird durch einen Förderverein unterstützt, welcher am 15. Dezember 2018 in Würzburg gegründet wurde. Der Verein hat seinen Sitz in Berlin und ist im Vereinsregister Berlin-Charlottenburg eingetragen.